# Kamil Stoch
Kamil Wiktor Stoch, född 25 maj 1987 i Zakopane, Polen, är en polsk backhoppare som tävlar för AZS Zakopane. Han har vunnit tre OS-guld, liksom två VM-guld (varav ett i lag). Stoch vann den tysk-österrikiska backhopparveckan 2017, 2018 och 2021.

## Biografi

### Juniorkarriär
Kamil Stoch debuterade i kontinentalcupen (COC) januari 2003 och i världscupen 17 januari 2004 i hemstaden Zakopane. Han lycktes inte kvalificera sig till finalomgången. Samma år deltog han i Junior-VM i norska Stryn. Han blev nummer 16 i individuella VM-tävlingen. I laghoppningen vann han en silvermedalj tillsammans med sina lagkamrater. Han deltog också i Junior-VM 2005 i Rovaniemi och vann en ny silvermedalj i lagtävlingen.

### Seniorkarriär fram till 2012
Stoch deltog i sin första stora internationella senior-tävling då han tävlade med det polska laget under laghoppningen i Världsmästerskapen  2005 i Oberstdorf. Han och laget tog en sjätteplats.
Kamil Stoch tog sina första poäng i världscupen 11 februari 2005 i Pragelato, Italien. Han blev nummer 7 i backen som användes under Olympiska vinterspelen 2006 i Turin. Stoch har deltagit 7 säsonger i världscupen. Han har 5 segrar i deltävlingar i världscupen, den första i Zakopane på hemmaplan 23 januari 2011 och den senaste 5 februari 2012 i Val di Fiemme, Italien. Som bäst sammanlagt i världscupen blev han säsongen 2010/2011 då han blev nummer 10.
Under OS 2006 i Turin blev Stoch nummer 16 i normalbacken och nummer 26 i stora backen. I lagtävlingen kom han tillsammans med Stefan Hula, Robert Mateja och Adam Małysz på femteplats.
Kamil Stoch har 6 säsonger i Sommar-Grand-Prix. Första delsegern kom 3 oktober 2007 i Oberhof och den senaste av i allt 6 delsegrar kom i Klingenthal 3 oktober 2011. Han blev nummer två sammanlagt i Sommar-Grand-Prix 2010 och 2011.
I VM 2009 i Liberec, Tjeckien blev Stoch fjärdeman i normalbacken och nummer 24 i stora backen. I lagtävlingen deltog han för polska laget vilka blev placerat som 4:e lag i tävlingen. 
Under OS 2010 i Whistler Olympic Park Ski Jumps, Vancouver lyckades inte Stoch med sitt tävlande så som han hoppades. I normalbacken blev han nummer 27 och i stora backen blev han nummer 14. Polska laget tog sjätteplatsen i lagtävlingen. Samma säsong blev han nummer 16 i Världsmästerskapen i skidflygning 2010 i Planica.
2011 deltog Kamil Stoch i VM 2011 i Holmenkollen, Oslo. Där fick han sjätteplats i normal backen og nittonde plats i stora backen. I lagtävlingen blev det fjärdeplats i normalbacken och femteplats i stora backen (det arrangerades två laghoppstävlingar för första gången i VM).
I Världsmästerskapen i skidflygning 2012 i Vikersundbacken blev Stoch nummer 10 i den individuella tävlingen, och i lagtävlingen blev det polska laget nummer 7.

### Framgångar från 2013
2013 kom det stora genombrottet för Kamil Stoch. Under säsongen vann han VM-guld i stor backe, liksom lag-VM-guld med det polska landslaget.
Vid olympiska vinterspelen 2014 i Sotji vann han guld i både den normala och stora backen.
VM-framgångarna fortsatte även 2015 och 2017. 2015 tog han VM-brons i lag i stor backe, och vid Lahtis-VM nåddes lag-VM-guldet.
Under vinter-OS 2018 i Pyeongchang vann Stoch guld i stor backe och brons i lagtävlingen.
2017 segrade Kamil Stoch i tysk-österrikiska backhopparveckan. 2018 tog han ett nytt guld i tävlingen efter att ha vunnit alla fyra deltävlingar – som förste hoppare sedan Sven Hannawald 2002.